# Swedish Open 2021
Swedish Open 2021 là một giải quần vợt thi đấu trên mặt sân đất nện ngoài trời. Giải đấu là một phần của ATP Tour 250 trong ATP Tour 2021 và WTA 125K. Giải đấu diễn ra ở Båstad, Thụy Điển, từ ngày 12 đến ngày 18 tháng 7 năm 2021 (nam), và từ ngày 5 đến ngày 10 tháng 7 năm 2021 (nữ). Đây là lần thứ 73 (nam) và lần thứ 11 (nữ) giải đấu được tổ chức.

## Điểm và tiền thưởng

### Phân phối điểm
| Sự kiện | VĐ  | CK  | BK | TK | Vòng 1/16 | Vòng 1/32 | Q  | Q2 | Q1 |
| Đơn     | 250 | 150 | 90 | 45 | 20        | 0         | 12 | 6  | 0  |
| Đôi     | 250 | 150 | 90 | 45 | 0         | —         | —  | —  | —  |

### Tiền thưởng
| Sự kiện | VĐ      | CK      | BK      | TK      | Vòng 1/16 | Vòng 1/32 | Q2     | Q1     |
| Đơn     | €41,145 | €29,500 | €21,000 | €14,000 | €9,000    | €5,415    | €2,645 | €1,375 |
| Đôi*    | €15,360 | €11,000 | €7,250  | €4,710  | €2,760    | —         | —      | —      |

*mỗi đội

## Nội dung đơn ATP

### Hạt giống
| Quốc gia | Tay vợt         | Xếp hạng1 | Hạt giống |
| -------- | --------------- | --------- | --------- |
| NOR      | Casper Ruud     | 14        | 1         |
| CHI      | Cristian Garin  | 20        | 2         |
| ITA      | Fabio Fognini   | 31        | 3         |
| AUS      | John Millman    | 43        | 4         |
| FRA      | Richard Gasquet | 56        | 5         |
| ITA      | Lorenzo Musetti | 63        | 6         |
| CZE      | Jiří Veselý     | 72        | 7         |
| FIN      | Emil Ruusuvuori | 76        | 8         |

- 1 Bảng xếp hạng vào ngày 28 tháng 6 năm 2021.

### Vận động viên khác
Đặc cách:
- Holger Rune
- Elias Ymer
- Mikael Ymer

Vượt qua vòng loại:
- Francisco Cerúndolo
- Henri Laaksonen
- Dennis Novak
- Arthur Rinderknech

### Rút lui
Trước giải đấu
- Carlos Alcaraz → thay thế bởi  Taro Daniel
- Alejandro Davidovich Fokina → thay thế bởi  Roberto Carballés Baena
- Ilya Ivashka → thay thế bởi  Facundo Bagnis
- Denis Shapovalov → thay thế bởi  Pedro Sousa
- Stefano Travaglia → thay thế bởi  Salvatore Caruso
- Jo-Wilfried Tsonga → thay thế bởi  Yannick Hanfmann

Trong giải đấu
- Henri Laaksonen

## Nội dung đôi ATP

### Hạt giống
| Quốc gia | Tay vợt         | Quốc gia | Tay vợt           | Xếp hạng1 | Hạt giống |
| -------- | --------------- | -------- | ----------------- | --------- | --------- |
| ARG      | Andrés Molteni  | ITA      | Andrea Vavassori  | 143       | 1         |
| SWE      | André Göransson | DNK      | Frederik Nielsen  | 162       | 2         |
| URU      | Pablo Cuevas    | FRA      | Fabrice Martin    | 168       | 3         |
| USA      | Nicholas Monroe | BLR      | Andrei Vasilevski | 168       | 4         |

- 1 thay thế bởi 28 tháng 6 năm 2021.

### Vận động viên khác
Đặc cách:
- Filip Bergevi /  Markus Eriksson
- Carl Söderlund /  Elias Ymer

### Rút lui
Trước giải đấu
- Marco Cecchinato /  Stefano Travaglia → thay thế bởi  Roberto Carballés Baena /  Marco Cecchinato
- Rohan Bopanna /  Divij Sharan → thay thế bởi  Jeevan Nedunchezhiyan /  Purav Raja
- Radu Albot /  Ilya Ivashka → thay thế bởi  Radu Albot /  Denys Molchanov
- Carlos Alcaraz /  Marc López → thay thế bởi  Andre Begemann /  Albano Olivetti

Trong giải đấu
- Roberto Carballés Baena /  Marco Cecchinato

## Nội dung đơn WTA

### Hạt giống
| Quốc gia | Tay vợt                   | Xếp hạng1 | Hạt giống |
| -------- | ------------------------- | --------- | --------- |
| SWE      | Rebecca Peterson          | 60        | 1         |
| RUS      | Anna Kalinskaya           | 109       | 2         |
| EGY      | Mayar Sherif              | 119       | 3         |
| USA      | Claire Liu                | 120       | 4         |
| SVK      | Anna Karolína Schmiedlová | 122       | 5         |
| RUS      | Kamilla Rakhimova         | 134       | 6         |
| BLR      | Olga Govortsova           | 136       | 7         |
| AUS      | Maddison Inglis           | 140       | 8         |

- 1 Bảng xếp hạng vào ngày 28 tháng 6 năm 2021.

## Vận động viên khác=
Đặc cách:
- Vanessa Ersöz
- Caijsa Hennemann[4]
- Fanny Östlund
- Lisa Zaar

Bảo toàn thứ hạng:
- Daria Lopatetska
- Karman Thandi

### Rút lui
Trước giải đấu
- Hailey Baptiste → thay thế bởi  Katie Volynets
- Cristina Bucșa → thay thế bởi  Daria Lopatetska
- Asia Muhammad → thay thế bởi  Anna Bondár
- Storm Sanders → thay thế bởi  Francesca Jones
- Clara Tauson → thay thế bởi  Karman Thandi

## Nội dung đôi WTA

### Hạt giống
| Quốc gia | Tay vợt           | Quốc gia | Tay vợt            | Xếp hạng1 | Hạt giống |
| -------- | ----------------- | -------- | ------------------ | --------- | --------- |
| ESP      | Lara Arruabarrena | ESP      | Aliona Bolsova     | 194       | 1         |
| SWE      | Cornelia Lister   | NZL      | Erin Routliffe     | 248       | 2         |
| SVK      | Tereza Mihalíková | RUS      | Kamilla Rakhimova  | 306       | 3         |
| HUN      | Anna Bondár       | ROU      | Jaqueline Cristian | 369       | 4         |

- 1 Bảng xếp hạng vào ngày 28 tháng 6 năm 2021.

## Nhà vô địch

### Đơn nam
- Casper Ruud đánh bại  Federico Coria, 6–3, 6–3.

### Đơn nữ
- Nuria Párrizas Díaz đánh bại  Olga Govortsova 6–2, 6–2

### Đôi nam
- Sander Arends /  David Pel đánh bại  Andre Begemann /  Albano Olivetti, 6–4, 6–2

### Đôi nữ
- Mirjam Björklund /  Leonie Küng đánh bại  Tereza Mihalíková /  Kamilla Rakhimova 5–7, 6–3, [10–5]